# Medzibrod (stacja kolejowa)
Medzibrod – stacja kolejowa (nr ewidencyjny 14 223, wysokość: 430 m n.p.m.) znajdująca się we wsi Medzibrod, w kraju bańskobystrzyckim, na 39,687 km linii kolejowej 172 Banská Bystrica – Červená Skala, na Słowacji. Stacja posiada dodatkowe tory oraz semafory świetlne.